# Gmina Wręczyca Wielka
Die Gmina Wręczyca Wielka [vrɛnˈt͡ʂɨt͡sa ˈvjɛlka] ist eine Landgemeinde im Powiat Kłobucki der Woiwodschaft Schlesien, Polen. Ihr Sitz ist das gleichnamige Dorf mit etwa 2700 Einwohnern.

## Gliederung
Zur Landgemeinde Wręczyca Wielka gehören 28 Ortschaften mit einem Schulzenamt:
Bieżeń
Borowe
Brzezinki
Bór Zapilski
Czarna Wieś
Długi Kąt
Golce
Grodzisko
Hutka
Jezioro
Kalej
Klepaczka
Kuleje
Nowa Szarlejka
Nowiny
Pierzchno
Piła Druga
Piła Pierwsza
Puszczew (Heilmannswalde)
Szarlejka
Truskolasy
Wręczyca Mała
Wydra
Węglowice (Kuhlhausen)
Zamłynie
Weitere Orte der Gemeinde sind Kuleje, Ług, Pierzchno und Podgaj.

Flagge der Gmina Wręczyca Wielka.

## Politik

### Bürgermeister
An der Spitze der Verwaltung steht der Gemeindevorsteher. Viele Jahre war dies Henryk Krawczyk, der 2018 nicht erneut antrat. Bei der turnusmäßigen Wahl im April 2024 kam es zu folgendem Ergebnis:
- Anna Syguda (TD) 39,0 % der Stimmen
- Tomasz Osiński (Wahlkomitee „Lokale Verwaltungsunion des Landkreises Kłobucki“) 29,6 % der Stimmen
- Barbara Pisula (Wahlkomitee „Gemeinsam können wir mehr erreichen – Koalition der Lokalverwaltungen“) 21,3 % der Stimmen
- Adam Olczyk (Wahlkomitee „Gemeinsam für die Gemeinde Wręczyca Wielka“) 10,1 % der Stimmen

In der damit notwendigen Stichwahl setzte sich Anna Syguda mit 54,3 % der Stimmen gegen Amtsinhaber Osiński durch und wurde neue Gemeindevorsteherin.
Bei der turnusmäßigen Wahl im Oktober 2018 wurde folgendes Ergebnis ermittelt:
- Tomasz Osiński (Wahlkomitee „Lokale Verwaltungsunion des Landkreises Kłobucki“) 37,2 % der Stimmen
- Magdalena Pietrulewicz (Wahlkomitee „Näher an den Menschen der Gemeinde Wręczyca Wielka“) 25,2 % der Stimmen
- Robert Broś (Wahlkomitee „Aktive Gemeine Wręczyca“) 21,7 % der Stimmen
- Daniel Mańczyk (Wahlkomitee „Gemeinsame Gemeinde Wręczyca“) 11,8 % der Stimmen
- Adam Olczyk (Wahlkomitee „Gemeinde und Gemeinwohl“) 4,1 % der Stimmen

In der damit notwendigen Stichwahl setzte sich Tomasz Osiński mit 57,8 % der Stimmen durch und wurde neuer Gemeindevorsteher.

### Gemeinderat
Der Gemeinderat von Wręczyca Wielka besteht aus 15 Mitgliedern, die in Einzelwahlkreisen gewählt werden. Die Wahl 2024 führte zu folgendem Ergebnis:
- Wahlkomitee „Lokale Verwaltungsunion des Landkreises Kłobucki“ 27,3 % der Stimmen, 6 Sitze
- Wahlkomitee „Gemeinsam können wir mehr erreichen – Koalition der Lokalverwaltungen“ 24,7 % der Stimmen, 6 Sitze
- Trzecia Droga (TD) 19,2 % der Stimmen, 2 Sitze
- Wahlkomitee „Gemeinsam für die Gemeinde Wręczyca Wielka“ 15,9 % der Stimmen, kein Sitz
- Wahlkomitee „Lokalpakt 2024“ 5,3 % der Stimmen, 1 Sitz
- Übrige 7,6 % der Stimmen, kein Sitz

Die Wahl 2018 führte zu folgendem Ergebnis:
- Wahlkomitee „Lokale Verwaltungsunion des Landkreises Kłobucki“ 29,4 % der Stimmen, 7 Sitze
- Wahlkomitee „Aktive Gemeine Wręczyca“ 23,8 % der Stimmen, 5 Sitze
- Wahlkomitee „Gemeinsame Gemeinde Wręczyca“ 16,0 % der Stimmen, 1 Sitz
- Wahlkomitee „Näher an den Menschen der Gemeinde Wręczyca Wielka“ 10,1 % der Stimmen, 1 Sitz
- Polskie Stronnictwo Ludowe (PSL) 9,4 % der Stimmen, kein Sitze
- Wahlkomitee „Gemeinde und Gemeinwohl“ 7,2 % der Stimmen, 1 Sitz
- Übrige 4,1 % der Stimmen, kein Sitz

## Verkehr
Wręczyca Wielka hat einen Dienstbahnhof an der Bahnstrecke Chorzów–Tczew. Kuleje hat einen Haltepunkt an der Bahnstrecke Herby–Oleśnica.